# Duolandrevus aequatorialis
Duolandrevus aequatorialis är en insektsart som beskrevs av Andrej Vasiljevitj Gorochov 2003. Duolandrevus aequatorialis ingår i släktet Duolandrevus och familjen syrsor. Inga underarter finns listade i Catalogue of Life.